# Список видань книжкової серії «Життя чудових людей. Мала серія»
Цей список включає видання серії «Життя чудових людей. Мала серія», додаткової (до серії «Життя чудових людей») серії видань зменшеного формату 70×100/32, за всі роки їх виходу.

## Список
Серія була започаткована 1989 року та обмежилась чотирма випусками, які вийшли до 1991. Усі випуски 1989—1991 були видані у Москві у видавництві «Молода гвардія».
«Перезавантаження» серії (з «обнуленням» нумерації випусків) відбулось 2009 року. Всі випуски вийшли у видавництві «Молода гвардія», за виключенням випусків 15-16, 20-21, 31, 34-35, 39-40, 42-43, 52, 69, 71, які були видані спільно з видавництвом «Палімпсест». Починаючи з 2009, вийшло 112 видань «Малої серії», в тому числі 10 перевидань.

### 1989—1991
- Вип. 1: Успенський В. Д. Зоя Космодем'янська. — 1989. — 235 с. — 100000 прим. — ISBN 5-235-01087-6. (рос.)
- Вип. 2: Яковлєв Г. М. Микита Ізотов. — 1990. — 236 с. — 100000 прим. — ISBN 5-235-01086-8. (рос.)
- Вип. 3: Дьомін Л. М. Семен Дежньов. — 1990. — 332 с. — 100000 прим. — ISBN 5-235-01452-9. (рос.)
- Вип. 4[1]: Штоль Г. А. Генріх Шліман: Мрія про Трою / скор. пер. з нім. А. Попова, А. Штеклі. — 2-е вид. — 1991. — 430 с. — 100000 прим. — ISBN 5-235-01552-5. (рос.)

1  Випуск 4 був 2-м виданням книги, яка вперше вийшла 1965 року в основній серії «ЖЗЛ» (випуск 416).

### 2009
1. Вип. 1: Воронський О. К. Гоголь / вступ. ст. В. О. Воропаєва. — 448 с. — 3000 прим. — ISBN 978-5-235-03228-6. (рос.)
  - Перевидання: 2-е (2011)
2. Вип. 2: Марков С. О. Михайло Ульянов. — 448 с. — 3000 прим. — ISBN 978-5-235-03269-9. (рос.)
3. Вип. 3: Старосельська Н. Д. Віктор Авілов. — 320 с. — 3000 прим. — ISBN 978-5-235-03265-1. (рос.)

### 2010
1. Вип. 4: Гейзер М. М. Фаїна Раневська. — 320 с. — 5000 прим. — ISBN 978-5-235-03290-3. (рос.)
2. Вип. 5: Карпов О. Ю. Великий князь Олександр Невський. — 336 с. — 5000 прим. — ISBN 978-5-235-03312-2. (рос.)
  - Перевидання: 2-е (2013)
3. Вип. 6: Турков А. М. Олександр Твардовський. — 416 с. — 5000 прим. — ISBN 978-5-235-03330-6. (рос.)
4. Вип. 7: Гейзер М. М. Фаїна Раневська. — 2-е вид., випр. — 320 с. — 5000 прим. — ISBN 978-5-235-03372-6. (рос.)
5. Вип. 8: Нечаєв С. Ю. Торквемада. — 304 с. — 3000 прим. — ISBN 978-5-235-03360-3. (рос.)
6. Вип. 9: Чайковська В. І. Тишлер: Неслухняний дорослий. — 336 с. — 3000 прим. — ISBN 978-5-235-03368-9. (рос.)
7. Вип. 10: Попов В. Г. Довлатов. — 368 с. — 5000 прим. — ISBN 978-5-235-03358-0. (рос.)
  - Перевидання: 2-е (2010) • 3-є (2015)
8. Вип. 13: Попов В. Г. Довлатов. — 2-е вид. — 368 с. — 4000 прим. — ISBN 978-5-235-03408-2. (рос.)

### 2011
1. Вип. 11: Курукін І. В. Княжна Тараканова. — 272 с. — 5000 прим. — ISBN 978-5-235-03405-1. (рос.)
2. Вип. 12: Лівергант О. Я. Кіплінг. — 320 с. — 4000 прим. — ISBN 978-5-235-03406-8. (рос.)
3. Вип. 14: Плантажене А. Мерілін Монро / пер. з фр. та вступ. ст. К. В. Колодочкіної. — 272 с. — 5000 прим. — ISBN 978-5-235-03409-9. (рос.)
4. Вип. 15: Дешодт Е. Людовик XIV / пер. з фр. М. В. Добродеєвої; вступ. ст. В. В. Ерліхмана. — 288 с. — 4000 прим. — ISBN 978-5-235-03428-0. (рос.)
5. Вип. 16: Фоконьє Б. Сезанн / пер. з фр. та комент. І. О. Сосфенової; вступ. ст. Н. Ю. Семенової. — 320 с. — 4000 прим. — ISBN 978-5-235-03444-0. (рос.)
6. Вип. 18: Муравйова Т. В. Іван Федоров. — 352 с. — 3000 прим. — ISBN 978-5-235-03357-3. (рос.)
7. Вип. 19: Старосельська Н. Д. Кирило Лавров. — 368 с. — 3000 прим. — ISBN 978-5-235-03430-3. (рос.)
8. Вип. 20: Морі К. Мольєр / пер. з фр. та вступ. ст. К. В. Колодочкіної. — 320 с. — 5000 прим. — ISBN 978-5-235-03469-3. (рос.)
9. Вип. 23: Курукін І. В. Артемій Волинський. — 416 с. — 4000 прим. — ISBN 978-5-235-03476-1. (рос.)
10. Вип. 24: Воронський О. К. Гоголь / вступ. ст. В. О. Воропаєва. — 2-е вид. — 448 с. — 3000 прим. — ISBN 978-5-235-03481-5. (рос.)
11. Вип. 26: Новиков В. І. Олексій Костянтинович Толстой. — 288 с. — 5000 прим. — ISBN 978-5-235-03474-7. (рос.)

### 2012
1. Вип. 17: Баронян Ж. Б. Бодлер. — 224 с. — 4000 прим. — ISBN 978-5-235-03445-7. (рос.)
2. Вип. 21: Шово С. Леонардо да Вінчі / пер. з фр. В. Д. Балакіна; передм. О. Б. Махова. — 288 с. — 5000 прим. — ISBN 978-5-235-03470-9. (рос.)
  - Перевидання: 2-е (2017) • 3-є (2023)[1]
3. Вип. 22: Паван Ж. Марлен Дітріх / пер. з фр. Є. В. Пурижинської. — 256 с. — 5000 прим. — ISBN 978-5-235-03472-3. (рос.)
4. Вип. 25: Гейзер М. М. Фаїна Раневська. — 3-е вид., випр. — 320 с. — 5000 прим. — ISBN 978-5-235-03490-7. (рос.)
5. Вип. 27: Балакін В. Д. Катерина Медічі. — 304 с. — 5000 прим. — ISBN 978-5-235-03495-2. (рос.)
6. Вип. 28: Гейзер М. М. Зиновій Гердт. — 272 с. — 5000 прим. — ISBN 978-5-235-03493-8. (рос.)
7. Вип. 29: Григор'єв Б. М. Королева Христина. — 464 с. — 4000 прим. — ISBN 978-5-235-03512-6. (рос.)
8. Вип. 30: Володихін Д. М. Малюта Скуратов. — 272 с. — 5000 прим. — ISBN 978-5-235-03524-9. (рос.)
9. Вип. 31: Дешодт Е. Аттіла / пер. з фр. К. В. Колодочкіної. — 208 с. — 5000 прим. — ISBN 978-5-235-03517-1. (рос.)
10. Вип. 32: Ерліхман В. В. Робін Гуд. — 256 с. — 5000 прим. — ISBN 978-5-235-03529-4. (рос.)
11. Вип. 33: Борисов В. П. Зворикін / передм. Ю. В. Гуляєва. — 224 с. — 3000 прим. — ISBN 978-5-235-03519-5. (рос.)
12. Вип. 34: Сексік Л. Ейнштейн / пер. з фр. К. В. Колодочкіної. — 272 с. — 5000 прим. — ISBN 978-5-235-03535-5. (рос.)
13. Вип. 35: Пікон С.-О. Сара Бернар / пер. з фр. Н. О. Свєтовидової. — 256 с. — 5000 прим. — ISBN 978-5-235-03511-9. (рос.)
14. Вип. 36: Олейников Д. І. Микола I. — 352 с. — 5000 прим. — ISBN 978-5-235-03537-9. (рос.)
15. Вип. 38: Кожурін К. Я. Бояриня Морозова[ru]. — 284 с. — 5000 прим. — ISBN 978-5-235-03559-1. (рос.)
16. Вип. 39: Філліпетті С. Стендаль / пер. з фр. О. А. Чижевської. — 288 с. — 5000 прим. — ISBN 978-5-235-03565-2. (рос.)

### 2013
1. Вип. 37: Екштут С. А. Тютчев: Таємний радник та камергер. — 272 с. — 5000 прим. — ISBN 978-5-235-03556-0. (рос.)
2. Вип. 40: Шампіньйоль Б. Роден / пер. з фр. Л. Ф. Матяш. — 256 с. — 5000 прим. — ISBN 978-5-235-03583-6. (рос.)
3. Вип. 41: Нечаєв С. Ю. Талейран. — 400 с. — 5000 прим. — ISBN 978-5-235-03569-0. (рос.)
4. Вип. 42: Баронян Ж. Б. Артюр Рембо / пер. з фр., передм., прим., післям. В. М. Зайцева. — 272 с. — 4000 прим. — ISBN 978-5-235-03596-6. (рос.)
5. Вип. 43: Жордіс К. Магатма Ґанді / пер. з фр. К. В. Колодочкіної. — 335 с. — 5000 прим. — ISBN 978-5-235-03582-9. (рос.)
6. Вип. 44: Цимбаєва К. М. Агата Крісті / пер. з фр. К. В. Колодочкіної. — 352 с. — 5000 прим. — ISBN 978-5-235-03600-0. (рос.)
7. Вип. 45: Нечаєв С. Ю. Марко Поло. — 296 с. — 4000 прим. — ISBN 978-5-235-03601-7. (рос.)
8. Вип. 46: Люстров М. Ю. Фонвізін. — 320 с. — 4000 прим. — ISBN 978-5-235-03618-5. (рос.)
9. Вип. 47: Філін М. Д. Ольга Калашникова[ru]: «Кріпосне кохання» Пушкіна. — 224 с. — 3000 прим. — ISBN 978-5-235-03621-5. (рос.)
10. Вип. 48: Марков С. О. Онассіс. Прокляття богині. — 368 с. — 4000 прим. — ISBN 978-5-235-03622-2. (рос.)
11. Вип. 49: Карпов О. Ю. Великий князь Олександр Невський. — 336 с. — 4000 прим. — ISBN 978-5-235-03644-4. (рос.)
12. Вип. 50: Бондаренко В. Г. Лермонтов: Містичний геній. — 576 с. — 5000 прим. — ISBN 978-5-235-03638-3. (рос.)
  - Перевидання: 2-е (2015)
13. Вип. 51: Кредов С. О. Дзержинський. — 368 с. — 5000 прим. — ISBN 978-5-235-03647-5. (рос.)
14. Вип. 52: Таяндьє Ф. Бальзак / пер. з фр., вступ. ст., прим. В. М. Зайцева. — 208 с. — 4000 прим. — ISBN 978-5-235-03650-5. (рос.)
15. Вип. 54: Букша К. С. Малевич. — 336 с. — 4000 прим. — ISBN 978-5-235-03656-7. (рос.)

### 2014
1. Вип. 53: Нечаєв С. Ю. Сальєрі / наук. ред. В. І. Ражева. — 320 с. — 4000 прим. — ISBN 978-5-235-03654-3. (рос.)
2. Вип. 55: Алексеєв С. В. Ігор Святославич. — 352 с. — 4000 прим. — ISBN 978-5-235-03664-2. (рос.)
3. Вип. 56: Отрошенко В. О. Сухово-Кобилін: Роман-розслідування про долю та кримінальну справу російського драматурга. — 304 с. — 4000 прим. — ISBN 978-5-235-03666-6. (рос.)
4. Вип. 57: Бенсуссан А. Гарсія Лорка / пер. з фр. О. А. Чижевської. — 400 с. — 3000 прим. — ISBN 978-5-235-03671-0. (рос.)
5. Вип. 58: Лівергант О. Я. Оскар Вайлд. — 320 с. — 3000 прим. — ISBN 5-235-02905-4. (рос.)
6. Вип. 59: Писаренко К. А. Єлизавета Петрівна. — 464 с. — 5000 прим. — ISBN 978-5-235-03682-6. (рос.)
7. Вип. 60: Новиков В. І. Пушкін. — 256 с. — 5000 прим. — ISBN 978-5-235-03691-8. (рос.)
8. Вип. 61: Лосєв О. Ф., Тахо-Годі А. А. Платон: Міф і реальність. — 320 с. — 3000 прим. — ISBN 978-5-235-03719-9. (рос.)
9. Вип. 62: Лосєв О. Ф., Тахо-Годі А. А. Арістотель: У пошуках смислу. — 304 с. — 3000 прим. — ISBN 978-5-235-03720-5. (рос.)
10. Вип. 63: Цимбаєва К. М. Крилов. — 336 с. — 3000 прим. — ISBN 978-5-235-03692-5. (рос.)
11. Вип. 65: Голікова Н. Ю. Любов Орлова / післям. М. Ю. Куніцина. — 240 с. — 3000 прим. — ISBN 978-5-235-03745-8. (рос.)
12. Вип. 66: Козляков В. М. Цариця Євдокія, або Плач за Московським царством. — 320 с. — 3000 прим. — ISBN 978-5-235-03724-3. (рос.)
13. Вип. 67: Ляшенко Л. М. Олександр I: Самодержавний республіканець. — 352 с. — 3000 прим. — ISBN 978-5-235-03731-1. (рос.)
14. Вип. 68: Екштут С. А. Юрій Трифонов: Велика сила недоговореного. — 400 с. — 3000 прим. — ISBN 978-5-235-03747-2. (рос.)
15. Вип. 69: Фоконьє Б. Бетховен / пер. з фр. та вступ. ст. К. В. Колодочкіної. — 256 с. — 3000 прим. — ISBN 978-5-235-03748-9. (рос.)
16. Вип. 70: Бондаренко О. Ю. Вадим Негатуров[ru]. — 240 с. — 3000 прим. — ISBN 978-5-235-03759-5. (рос.)
17. Вип. 71: Мажор Р., Талагран Ш. Фрейд / пер. з фр. К. В. Колодочкіної. — 288 с. — 3000 прим. — ISBN 978-5-235-03753-3. (рос.)
18. Вип. 73: Торопова В. М. Сергій Дурилін: Самостояння. — 352 с. — 3000 прим. — ISBN 978-5-235-03702-1. (рос.)
19. Вип. 76: Бондаренко О. Ю. Михайло Орлов. — 480 с. — 3000 прим. — ISBN 978-5-235-03699-4. (рос.)

### 2015
1. Вип. 64: Єлісеєва О. І. Катерина Дашкова. — 576 с. — 3000 прим. — ISBN 978-5-235-03740-3. (рос.)
2. Вип. 72: Фоконьє Б. Флобер / пер. з фр. Л. Чечет. — 304 с. — 3000 прим. — ISBN 978-5-235-03758-8. (рос.)
3. Вип. 74: Карпов О. Ю. Великий князь Володимир Мономах. — 400 с. — 4000 прим. — ISBN 978-5-235-03755-7. (рос.)
4. Вип. 75: Оль Ж.-П. Дікенс / пер. з фр., прим., післям. К. В. Колодочкіної. — 304 с. — 3000 прим. — ISBN 978-5-235-03770-0. (рос.)
5. Вип. 77: Калгін В. М. Віктор Цой. — 368 с. — 4000 прим. — ISBN 978-5-235-03751-9. (рос.)
  - Перевидання: 2-е (2016)
6. Вип. 78: Бондаренко В. Г. Лермонтов: Містичний геній. — 2-е вид. — 576 с. — 4000 прим. — ISBN 978-5-235-03710-6. (рос.)
7. Вип. 79: Лівергант О. Я. Фіцджеральд. — 320 с. — 3000 прим. — ISBN 978-5-235-03779-3. (рос.)
8. Вип. 80: Замостьянов А. О. Фельдмаршал Рум'янцев. — 352 с. — 2000 прим. — ISBN 978-5-235-03774-8. (рос.)
9. Вип. 81: Мерліно Б. Фелліні / пер. з фр. Л. Ф. Матяш. — 320 с. — 2000 прим. — ISBN 978-5-235-03780-9. (рос.)
10. Вип. 82: Сергеєва-Клятіс А. Ю. Пастернак. — 368 с. — 4000 прим. — ISBN 978-5-235-03776-2. (рос.)
11. Вип. 83: Попов В. Г. Зощенко. — 528 с. — 4000 прим. — ISBN 978-5-235-03786-1. (рос.)
12. Вип. 84: Васькін О. А. Щусєв: Зодчий всієї Русі. — 464 с. — 3000 прим. — ISBN 978-5-235-03807-3. (рос.)
13. Вип. 85: Бондаренко В. Г. Бродський: Російський поет. — 448 с. — ??? прим. — ISBN 978-5-235-03802-8. (рос.)
  - Перевидання: 2-е (2016)
14. Вип. 86: Фаліков І. З. Борис Рижий[ru]. — 384 с. — 3000 прим. — ISBN 978-5-235-03825-7. (рос.)
15. Вип. 87: Шмідт Ж. Александр Македонський / пер. з фр., прим. К. В. Колодочкіної. — 304 с. — 3000 прим. — ISBN 978-5-235-03805-9. (рос.)
16. Вип. 88: Десятерик В. І. Іван Ситін[ru]. — 256 с. — 2000 прим. — ISBN 978-5-235-03795-3. (рос.)
17. Вип. 89: Лебуше М. Бах / пер. з фр., прим. і комент. К. В. Колодочкіної; наук. конс. В. І. Ражева. — 304 с. — 3000 прим. — ISBN 978-5-235-03830-1. (рос.)
18. Вип. 90: Васильєв П. О., Литкін О. Ю. Гвардія радянського футболу[2]. — 384 с. — 3000 прим. — ISBN 978-5-235-03818-9. (рос.)
19. Вип. 91: Попов В. Г. Довлатов. — 3-е вид. — 368 с. — 4000 прим. — ISBN 978-5-235-03843-1. (рос.)
20. Вип. 92: Ємельянов В. В. Гільгамеш: Біографія легенди. — 368 с. — 3000 прим. — ISBN 978-5-235-03800-4. (рос.)
21. Вип. 93: Меєр-Стаблі Б. Одрі Гепберн / пер. з фр. К. В. Колодочкіної. — 336 с. — 3000 прим. — ISBN 978-5-235-03831-8. (рос.)
22. Вип. 94: Кушніров М. А. Ольга Чехова[ru]. — 240 с. — 3000 прим. — ISBN 978-5-235-03832-5. (рос.)
23. Вип. 95: Труссон Р. Жан-Жак Руссо / пер. з фр. О. А. Чижевської. — 336 с. — 3000 прим. — ISBN 978-5-235-03854-7. (рос.)

### 2016
1. Вип. 96: Субботіна Г. О. Марсель Пруст. — 320 с. — 3000 прим. — ISBN 978-5-235-03866-0. (рос.)
2. Вип. 97: Калгін В. М. Віктор Цой. — 2-е вид. — 368 с. — 4000 прим. — ISBN 978-5-235-03867-7. (рос.)
3. Вип. 98: Володихін Д. М., Левіна І. В. Петро і Февронія: Досконале подружжя. — 256 с. — 3000 прим. — ISBN 978-5-235-03865-3. (рос.)
  - Перевидання: 2-е (2018)
4. Вип. 99: Бондаренко М. Є. Меценат. — 288 с. — 2000 прим. — ISBN 978-5-235-03875-2. (рос.)
5. Вип. 101: Бондаренко В. Г. Бродський: Російський поет. — 2-е вид. — 448 с. — 3000 прим. — ISBN 978-5-235-03888-2. (рос.)
6. Вип. 102: Карташов М. О. Крамськой. — 256 с. — 2000 прим. — ISBN 978-5-235-03882-0. (рос.)
7. Вип. 103: Ветлугіна А. М. Ігнатій Лойола. — 320 с. — 3000 прим. — ISBN 978-5-235-03902-5. (рос.)
8. Вип. 104: Петров М. А. Ель Греко. — 272 с. — 3000 прим. — ISBN 978-5-235-03904-9. (рос.)
9. Вип. 105: Биков Д. Л. Горький. — 304 с. — 5000 прим. — ISBN 978-5-235-03883-7. (рос.)
10. Вип. 106: Тараторкін П. Г. Василій Блаженний. — 224 с. — 3000 прим. — ISBN 978-5-235-03933-9. (рос.)

### 2017
1. Вип. 107: Махов О. Б. Джорджоне. — 224 с. — 3000 прим. — ISBN 978-5-235-03944-5. (рос.)
2. Вип. 108: Шмідт Ж. Гете. — 336 с. — 3000 прим. — ISBN 978-5-235-03975-9. (рос.)
3. Вип. 109: Шово С. Леонардо да Вінчі / пер. з фр. В. Д. Балакіна; передм. О. Б. Махова. — 2-е вид. — 288 с. — 2000 прим. — ISBN 978-5-235-03987-2. (рос.)
4. Вип. 110: Кондрашов В. В. Ріхард Зорге. — 400 с. — 3000 прим. — ISBN 978-5-235-04017-5. (рос.)

### 2018
1. Вип. 111: Бондаренко В. Г. Ігор Сєверянін. — 416 с. — 3000 прим. — ISBN 978-5-235-04054-0. (рос.)
2. Вип. 112: Володихін Д. М., Левіна І. В. Петро і Февронія: Досконале подружжя. — 2-е вид. — 256 с. — ??? прим. — ISBN 978-5-235-04073-1. (рос.)

### 2020
1. Вип. 113: Осиков О. І., Осиков Б. І. Єрошенко: Жив, подорожував, писав. — 233 с. — 2000 прим. — ISBN 978-5-235-04379-4. (рос.)